# Spielerpersönlichkeit
Eine Spielerpersönlichkeit (auch Spielerstar) ist eine Person, die durch ihre Leistungen im Spiel, ihre Fähigkeiten als Spielmacher sowie ihre Innovations- und Führungsqualitäten einen positiven Einfluss auf die Mitspieler ausübt und damit eine herausragende Stellung im Spielgeschehen einnimmt.

## Begriff
Eine ‚Persönlichkeit’ unterscheidet sich von einer bloßen ‚Person’, insofern sie eine Reihe von auszeichnenden Merkmalen besitzt, die sie aus der Masse der anderen Menschen herausheben. Es handelt sich damit im Gegensatz zu der neutralen Person-Bezeichnung um eine wertende Etikettierung. Die Wortverbindungen ‚Spielerpersönlichkeit’ oder ‚Spielerstar’ begrenzen diese wertende Einordnung auf den Bereich des Spielens.

## Charakteristik
Im Unterschied zu emotional aufgeladenen, überschwänglichen Prädikaten im journalistischen Sprachgebrauch wie „Legende“, „Ikone“, „Zar“ oder „Kaiser“ zur Kennzeichnung besonders herausragender Spieler erfüllen die Bezeichnungen „Spielerpersönlichkeit“ und „Spielerstar“ den Anspruch an Sachlichkeit und finden daher auch in den wissenschaftlichen Publikationen Verwendung. Eine Spielerpersönlichkeit wird über bestimmte Merkmale erkennbar: Sie verfügt über eine hohe praktische Spielkompetenz. Diese kann sich je nach Spielbereich in Form von außergewöhnlichen physischen, technischen, taktischen, künstlerischen, geistigen und kommunikativen Leistungen ausweisen. Der Spielerstar glänzt durch die Eleganz seines Spiels, seine taktische Raffinesse, seinen Leistungs- und Siegeswillen, seine Kampfbereitschaft und sein bewundernswertes Durchhaltevermögen bei Rückständen oder Niederlagen. Im mentalen Bereich zeichnet er sich durch Kreativität aus, die dem Spiel Impulse gibt, im ethischen durch Fairness, die einen gerechten Wettkampf gewährleistet. Hinzu kommen Qualifikationen im zwischenmenschlichen Bereich, die ihn befähigen, Mitspielende zu motivieren, Verzagende aufzubauen, unter Zurückstellen eigennütziger Vorteile mannschaftsdienlich zu operieren. Solche hervortretenden Kennzeichen machen das Charisma aus, mit dem Spielerpersönlichkeiten auch eine positive Außenwirkung und Vorbildfunktion für ihre Zuschauer und Bewunderer erreichen. Der Sportwissenschaftler Günter Hagedorn hebt aus dem Spektrum eine Spielerpersönlichkeit auszeichnender Eigenschaften vor allem ihre Innovationsfähigkeit hervor: Kreativ werden Spieler, wenn sie über ihr Wissen und Bewegungskönnen auch unüblich, spontan, verfügen, wenn sie neue Spielassoziationen und –kombinationen erfinden, wenn sie selbst unerwartete Spielsituationen schaffen und für alte Probleme neue Lösungen finden.
.

## Verbreitung
Exzellente Spielerpersönlichkeiten gibt es in allen Bereichen des Spiels. Sie finden sich in den großen Sportspielen ebenso wie im Instrumentenspiel der Musikszene. Sie sind unter beiden Geschlechtern und bereits bei Kindern vertreten. Im Sport gelten etwa die Fußballidole Fritz Walter und Uwe Seeler oder der populäre Tennisspieler Gottfried von Cramm als solche außergewöhnliche, auch charakterlich herausragende Ausnahmeerscheinungen. Im Musikgeschehen werden etwa der brillante Cellist Antonio Janigro oder die genialen Pianisten Frédéric Chopin und Daniel Barenboim zu den ganz großen Persönlichkeiten ihres Genres gezählt.
Eine Spielerpersönlichkeit kann sich schon im kindlichen und jugendlichen Alter herausbilden. So gelten etwa der viel bewunderte Wolfgang Amadeus Mozart, die venezolanische Pianistin Teresa Carreño oder die Geigenvirtuosin Anne Sophie Mutter zu den Spielerpersönlichkeiten im Musikbereich, die schon in sehr jungen Jahren durch ihre außergewöhnliche künstlerische Präsenz in den Konzertsälen auffielen. Aber auch
im alltäglichen Straßenspiel sind Spielerpersönlichkeiten durch ihre brillante Spielweise, ihre Dominanz im Spielgeschehen und ihre sozialen Führungsqualitäten oft bereits erkennbar. Der Kinderbuchautor Michael Ende hat in seinem berühmten Roman „Momo“ einer solchen jungen Spielerpersönlichkeit ein Denkmal gesetzt: Das elternlose, in einem alten, verfallenen Amphitheater am Rande der Stadt hausende neunjährige Mädchen Momo sticht durch eine Reihe von Eigenschaften und Fähigkeiten hervor, die sie zu einer typischen Spielerpersönlichkeit machen. Die Kinder der Stadt strömen daher zu ihr heraus, um von ihren Spielideen zu profitieren. Aber die meisten von diesen Kindern konnten einfach nicht spielen. Sie saßen nur verdrossen und gelangweilt herum und guckten Momo und ihren Freunden zu. Manchmal störten sie auch absichtlich und verdarben alles. Nicht selten gab es jetzt Zank und Streit. Das blieb freilich nicht so, denn Momos Gegenwart tat auch bei diesen Kindern ihre Wirkung, und bald fingen sie an, selber die besten Ideen zu haben und begeistert mitzuspielen. Aufgrund ihrer besonderen Vorstellungsgabe und Fantasie gelingt es Momo, mit den einfachsten Mitteln und Materialien aus dem Ruinengelände eine attraktive Spiellandschaft entstehen zu lassen, spannende Spiele darin zu erfinden, in Szene zu setzen und in Gang zu halten. Hinzu kommt die Begabung, auch Kinder, die durch ihr wenig inspirierendes automatisiertes Spielzeug bereits für kreatives Spielen verdorben sind und das selbstständige Spielen schon weitestgehend verlernt haben, in ihre einfache Spielwelt einzubeziehen und ihre Kreativität anzuregen. Es gelingt ihr kraft ihrer Persönlichkeit, selbst Spielverdrossene und Spielverderber mit einfachen Gesten wieder ins Spiel zu holen. Sie ist das unbestrittene Zentrum des Spielgeschehens, zu dem die anderen Kinder sie immer wieder aufsuchen.

## Bedeutung
Die von Michael Ende in seinem bereits Ende 1973 erschienenen Roman dargestellte Situation einer allgemein zurückgehenden Spielkompetenz bei Kindern wurde in der Folgezeit durch zahlreiche empirische Studien empirisch bestätigt, wie etwa in der von Sven Scheid. Die Analyse der heutigen Spielsituation weist schon bei Kindern eine Tendenz der vermehrten Zuwendung zum vorstrukturierten elektronischen Spielen bei einem stetigen Rückgang des traditionellen Spielens auf. Die Spielforschung registriert eine wachsende Bevorzugung kommerziell zugänglichen perfektionierten Spielzeugs sowie eine starke Bewegung zum „Zuschauerspiel“, zum Konsum von Spiel in Sportarenen, von Fernsehshows aus dem Sessel und zum Genuss spektakulärer Events der Vergnügungsparks. Diese Passivierung des Spielens ersetzt zunehmend das eigenständige Gestalten und Erleben eigener Spielsituationen. Schon Kleinkinder und Grundschulkinder werden mit vorgefertigtem Spielzeug überfüttert und zu einem Anwendungsverhalten erzogen, was das Entstehen von Spielerpersönlichkeiten behindert. Angesichts dieser Entwicklungstendenzen stellen die Spielwissenschaftler Siegbert Warwitz und Anita Rudolf die gesellschaftskritische Frage: Sind wir überhaupt noch in der Lage, Anlässe zum Spielen wahrzunehmen, Spiele miteinander zu arrangieren, ohne Animateur in Gang zu bringen und in Gang zu halten oder ist uns diese Fähigkeit schon weithin abhanden gekommen ?[. . .] Wissen wir überhaupt noch genug darüber, was Spielen eigentlich heißt, was Spielen für einen Sinn macht, wie man Spielgelegenheiten entdeckt und erschließt, wie man sich selbst und andere ins Spiel bringt?.
Die gesellschaftlich und ökonomisch bedingten Umstände haben einen nachweisbaren Rückgang des Wissens über das Phänomen Spiel, zum Beispiels seinen Symbolcharakter, und ein Versiegen der eigenen Spielkreativität zur Folge. Das uralte symbolische Kriegsspielen der Kinder wird in neuerer Zeit aufgrund mangelnder Spielkompetenz häufig missverstanden und voreilig verteufelt. Friedensspiele werden auf der anderen Seite idealisiert und in ihren pädagogischen Wirkungen überschätzt. Eltern und Kinder, selbst noch viele Lehramtsanwärter, fühlen sich in einem Raum ohne vorgegebene Spielgeräte und in der Natur ohne Ball und eingerichteten Spielplatz hilflos zu Spielinitiativen. Kinder langweilen sich oft ohne kommerzielles Spielzeug, Spielkarten, Handy oder Smartphone und finden ohne Animateure häufig keinen eigenen Zugang mehr zum Spielen. Der „Aufforderungscharakter“ zum Spielen, der von der unmittelbaren Umwelt, von Materialien, Geräten, Situationen, Mitspielern ausgeht, muss in seinen vielfältigen Möglichkeiten häufig erst wiederentdeckt und seine kreative Nutzung gelernt werden. Hier setzt die Entwicklung zu einer Spielerpersönlichkeit an, die einer sachkundigen Förderung bedarf. Anspruchsvolles Spielen braucht in den Sportarenen und den Konzertsälen, aber auch auf den öffentlichen Plätzen und Straßen Spielerpersönlichkeiten, die aufgrund ihrer Spielkompetenz im Kreis der Mitspielenden anerkannt werden und aus dieser Rolle heraus in der Lage sind, spielschädliches Verhalten zu dämpfen und mit ihrem Ideenreichtum und ihrer aufbauenden Mentalität dem Spiel immer wieder neue Impulse für ein faires, hochwertiges Spielen zu geben. Beim Aufbau von Spielkompetenz und der Reifung zu einer Spielerpersönlichkeit kommt daher der Spieldidaktik eine bedeutende, wenn nicht sogar entscheidende Aufgabe zu.

## Grenzen der Selbststeuerung
Unter der Fragestellung „Stimulieren oder Wachsenlassen“ bezweifelt der Spielpädagoge Andreas Flitner, dass Kinder unbeeinflusst, auf dem Wege der Selbstfindung, zu echten Spielerpersönlichkeiten heranreifen können. Die aus der Kinderbuchliteratur bekannten berühmten jungen Spielerpersönlichkeiten Tom Sawyer, Huckleberry Finn oder Pippi Langstrumpf sind nach seiner Auffassung eher Sehnsuchts- und Projektionsgestalten als Schilderungen realen kindlichen Lebens, ohne dass er grundsätzlich der Eigenentwicklung, Selbststeuerung oder Naturbegabung zur Spielerpersönlichkeit ihren Anteil absprechen möchte. Flitner relativiert vielmehr die hoch gelobte prägende Bedeutung des freien Spiels und betont dazu das ausschlaggebende Moment der sozialen Beeinflussung durch die Umwelt: Das Kind jedoch, das –sich selbst überlassen- seinen Weg als individuelle Leistung aus dem Innersten steuert und alleine findet, ist eine Illusion; ein Trugbild deshalb, weil es in jedem Fall einer bestimmten, einflussübenden Umgebung ausgesetzt ist, bestimmten Bedingungen des Aufwachsens, bestimmten Personen und Eindrücken, die das Kind erreichen und formen. Im Lebensfeld der Kinder sind die Erwachsenen immer als Lenkende und Modellgebende präsent, sie sind verantwortlich auch dann, wenn sie abwesend sind und auch wenn sie sich nicht um die Kinder kümmern.